# Происхождение далеков
Происхождение далеков (англ. Genesis of the Daleks) — четвёртая серия двенадцатого сезона британского научно-фантастического телесериала «Доктор Кто», состоящая из шести эпизодов, которые были показаны в период с 8 марта по 12 апреля 1975 года.

## Сюжет
При телепортации с Земли на Ковчег Доктора перехватывают повелители времени и дают ему задание вмешаться в создание далеков, чтобы предотвратить захват далеками вселенной. Ему вручают Кольцо Времени для возвращения на ТАРДИС после выполнения задания. Оказывается, что путешественники уже на Скаро, раздираемой тысячелетней войной между талами и каледами. Во время газовой атаки талов Доктора и Гарри уводят в купол каледов, а Сара остаётся снаружи и уходит с мутосами, мутировавшими по действием химического и ядерного оружия изгнанниками, но их ловят талы. Сара и мутосы теперь вынуждены грузить радиоактивные компоненты для ракеты, которую талы собираются запустить в каледов. Сара пытается сбежать по строительным лесам вокруг ракеты, но ей не удаётся.
Тем временем Доктор и Гарри предстают перед элитой каледов: генералом Рэйвоном, лидером армии, и начальником охраны Найдером. Доктор пытается объяснить, что они инопланетяне, но Найдер это отвергает, так как Даврос, главный учёный, заявил об отсутствии жизни на других планетах. Доктор и Гарри сдают все свои вещи, и Ронсон, другой учёный, узнаёт, что они действительно пришельцы. Вскоре появляется Даврос и демонстрирует «Машину для путешествий Марк III», которую он называет «Далек». Ронсон признаёт, что он и другие учёные считают исследования Давроса аморальными. Доктор обещает рассказать лидерам каледов о Давросе и далеках, если Ронсон поможет им сбежать. После побега Доктор встречает Моргана и других советников, согласившихся прекратить эксперименты Давроса, но тот узнаёт об этом через шпионов Найдера, готовит двадцать далеков под управлением компьютера и отдаёт формулу для ослабления купола каледов талам, чтобы те могли пробить его ракетой.
Доктор и Гарри спасают Сару, но Доктора ловят, и он беспомощно смотрит как ракета сносит купол каледов. В бункере Даврос объявляет, что раса каледов мертва, но дала рождение расе далеков, и обвиняет Ронсона в выдаче секрета, после чего казнит. Потребовав учёного Гармана убрать жалость и сострадание из новых мутантов-далеков, он посылает их в купол талов. В суматохе Доктор, Сара и Гарри воссоединяются с отрядом талов и мутосов и возвращаются в бункер каледов. Доктор просит талов и мутосов уничтожить бункер, а сам вместе с компаньонами отправляется внутрь. Их ловит Даврос, обеспокоенный знаниями Доктора о будущем далеков. Доктор вынужден описать все их поражения, которые Даврос записывает на плёнку.
Доктора, Сару и Гарри освобождает учёный, который говорит им, что Даврос согласился остановить исследования после голосования совета. Пока идёт совет Доктор забирает все свои вещи. Но оказывается, что Даврос устроил голосование чтобы узнать, кто в совете против него, после чего в зал врываются далеки и убивают их всех. Доктор и команда закладывают взрывчатку в комнате с мутантами, но Доктор медлит со взрывом, не зная, имеет ли он на это право. Вместо этого они заставляют Найдера выдать им плёнку с записью поражений далеков, которую они немедленно уничтожают. Далек замыкает контур детонатора, и мутанты взрываются, и Доктор, Гарри и Сара выбегают из бункера как раз перед взрывом, который заваливает вход.
Тем временем далеки убивают всех, кроме Давроса, и начинают производство новых. Даврос, поняв, что все вышло из под контроля пытается уничтожить бункер, но его тоже убивают. Далеки провозглашают себя доминирующей расой, которая будет властвовать над вселенной. Доктор, Гарри и Сара прощаются с талами и мутосами, и хоть Доктор и не остановил далеков, но задержал их на несколько веков, а это тоже своего рода успех. Путешественники берутся за Кольцо Времени и отбывают обратно на Нерву.

## Трансляции и отзывы
| Эпизод            | Дата показа    | Продолжительность | Телезрители (в миллионах) |
| ----------------- | -------------- | ----------------- | ------------------------- |
| «Часть 1»         | 8 марта 1975   | 24:30             | 10,7                      |
| «Часть 2»         | 15 марта 1975  | 24:51             | 10,5                      |
| «Часть 3»         | 22 марта 1975  | 22:38             | 8,5                       |
| «Часть 4»         | 29 марта 1975  | 23:38             | 8,8                       |
| «Часть 5»         | 5 апреля 1975  | 23:27             | 9,8                       |
| «Часть 6»         | 12 апреля 1975 | 23:30             | 9,1                       |
| [ 1 ] [ 2 ] [ 3 ] |                |                   |                           |